# 小行星9154

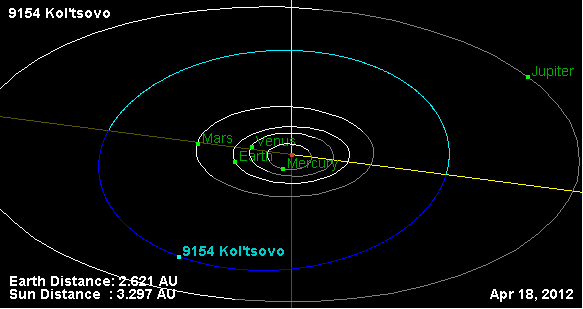
小行星9154轨迹

小行星9154（英語：9154 Kolʹtsovo）是一颗围绕太阳公转的小行星。1982年9月16日，柳德米拉·切爾尼赫在纳昂切尼奇发现了此天体。
这颗小行星的绝对星等为40.24808680323063等。